# Finanziamenti alla Chiesa cattolica in Italia
I finanziamenti alla Chiesa cattolica italiana da parte dello Stato italiano comprendono finanziamenti diretti ed altri tipi di oneri economici e finanziari, tra cui:
- l'otto per mille (quote assegnate e ripartizione di quelle non assegnate)
- finanziamenti a scuole ed università non statali cattoliche
- finanziamento e contrattualistica differenziata per gli insegnanti di religione cattolica nella scuola pubblica
- finanziamenti a mezzi di comunicazione cattolici
- finanziamenti per infrastrutture di proprietà e ad uso dello Stato Vaticano
- finanziamenti per l'assistenza religiosa negli ospedali pubblici
- esenzioni e agevolazioni fiscali

Tali finanziamenti e oneri sono disposti sia da accordi bilaterali intrattenuti da Repubblica Italiana e Stato del Vaticano, quali i Patti Lateranensi e relative revisioni e convenzioni doganali, che da leggi nazionali e locali italiane.

## Educazione e ricerca

### Scuole pubblichenon statalicattoliche
Le scuole non statali, di cui circa il 63% delle quali è gestita dalla Chiesa cattolica, ricevono ad oggi denaro pubblico sotto forma di:
- sussidi diretti, per la gestione di scuole dell'infanzia e primarie[8]
- finanziamenti di progetti finalizzati all'elevazione di qualità ed efficacia delle offerte formative di scuole medie e superiori[6][7]
- contributi alle famiglie (i "buoni scuola" per le scuole di ogni ordine e grado).[9][10]

I finanziamenti sono delegati dallo Stato alle Regioni con il Decreto Legislativo n.112 del 31/03/2021, art. 138, in cui viene delegato l'ambito dei contributi alle scuole non statali.

#### L'articolo 33 della Costituzione italiana
L'articolo 33 della Costituzione della Repubblica Italiana sancisce che "Enti e privati hanno il diritto di istituire scuole ed istituti di educazione, senza oneri per lo Stato.".
Questo articolo ha diverse interpretazioni politiche, tra cui principalmente:
- lo stato, pur riconoscendo il diritto di istituzione di scuole non statali, non può e non deve accollarsi alcun tipo di onere delle scuole non statali
- lo stato deve sostenere la libertà di scelta dell'istituzione scolastica da parte delle famiglie, finanziando le scuole non statali allo stesso modo di quelle pubbliche

Tuttavia sin dal 1992 diverse leggi nazionali e regionali, decreti e circolari ministeriali (tra cui DM 261/98, DM 279/99, legge 62/2000, DM 27/2005) sanciscono finanziamenti diretti e indiretti alle scuole non statali.
È stato inoltre evidenziato che il costo medio della formazione di uno studente di una suola paritaria, comparato con quello di una scuola pubblica, è minore. Questa differenza di spesa media, a condizione di supporre nulli i costi fissi, comporterebbe un risparmio di 6 miliardi di euro annui allo stato italiano.

#### Sussidi diretti
Il DM 261/98 ed il DM 279/99 (Ministro della Pubblica istruzione Luigi Berlinguer, Democratici di Sinistra), consolidati nel testo unico «Concessione di contributi alle scuole secondarie legalmente riconosciute e pareggiate», sono le basi normative che consentono la regolare concessione di finanziamenti alle scuole non statali.
Il governo D'Alema bis con la legge 62/2000 ha sancito l'entrata a pieno titolo nel sistema di istruzione nazionale delle scuole non statali, che pertanto devono essere trattate alla pari anche sul piano economico. La legge prevede anche:
- l'applicazione anche alle scuole paritarie del trattamento fiscale riservato agli enti senza fini di lucro, se rispondenti ai requisiti dell'art. 10 del decreto legislativo 4 dicembre 1997, n. 460 (art.8)
- l'istituzione di fatto dei buoni scuola statali (stanziamento di 300 miliardi di lire a decorrere dal 2001) (art. 12)
- l'aumento di 60 miliardi di lire dello stanziamento per i contributi per il mantenimento di scuole elementari parificate (art. 13)
- l'aumento di 280 miliardi di lire dello stanziamento per le spese di partecipazione alla realizzazione del sistema prescolastico integrato (art.13)
- lo stanziamento di un fondo di 7 miliardi di lire per le scuole che accolgono disabili (art. 14), dato che per le scuole italiane l'accoglimento dei disabili è obbligatorio[20]

Conseguentemente all'approvazione della legge 62/2000, il governo Berlusconi IV, per tramite del Ministro Letizia Moratti, ha modificato i DM 261/98 ed il DM 279/99 con il DM 27/2005, apportando le seguenti modifiche:
- l'espressione "concessione di contributi" viene sostituita con quella di "partecipazione alle spese delle scuole secondarie paritarie"
- è abbassata la soglia di alunni per classe (da 10 a 8) per l'accesso ai contributi (art.1)
- vengono innalzati i livelli massimi dei contributi (12.000 euro per una scuola media, 18.000 per una scuola superiore) ed istituiti i contributi per gli accordi di rete, con contributi fino a 100'000 euro per massimo 4 scuole (art.1)

Il 27 novembre 2013 venne proposta l'abolizione dei contributi pubblici alle scuole non statali, con l'intenzione di rimuovere anche i finanziamenti per i progetti formativi più che raddoppiati, da circa 6 milioni di euro ad oltre 13 milioni.
Nel 2005 l'ammontare dei contributi alle scuole non statali è stato di circa 527 milioni di euro (si veda la circolare ministeriale 38/2005).
Nel 2006 a fronte dei 980 milioni di euro di tagli apportati dalla legge finanziaria, i finanziamenti diretti alla scuola non statale sono stati incrementati del 2%. Infatti, dalla comparazione delle somme stanziate dalla precedente c.m. 38/2005 con quelle della c.m. 31/2006 si evidenzia il passaggio dalla somma complessiva revisionale di circa 527,5 milioni a quella di circa 532,3 milioni di euro con un aumento di circa 4,8 milioni di euro, assegnati ai capitoli delle unità previsionali di base “scuole non statali” degli Uffici scolastici regionali, mentre sono rimaste invariate le somme relative ai capitoli 1291 e 1474 delle unità previsionali di base “scuole non statali” dell'Amministrazione centrale.

#### Buoni scuola
I buoni scuola vengono istituiti nel 2000 dal Governo D'Alema II con la legge 62/2000 (art.i 9-12) sulla parità scolastica con un piano straordinario di finanziamento che prevede una spesa di 250 miliardi di lire (circa 130 mila euro) per l'anno 2000 e di 300 miliardi di lire (circa 160 mila euro) annue a decorrere dall'anno 2001, attuato poi dal governo Berlusconi II con la legge 289/2002 (art. 2, com. 7) che prevede un tetto di 30 milioni di euro per il triennio 2003-2005.
La Legge finanziaria 2004 del governo Berlusconi II (Ministro Moratti), aumenta il tetto per il 2005 a 50 milioni di euro con accesso indiscriminato ai buoni per tutte le famiglie, senza cioè limite di reddito alcuno. La legge sulla parità, inoltre, non prevede alcuna incompatibilità dei buoni statali con eventuali buoni regionali (previsti poi da Veneto, Emilia-Romagna, Friuli, Lombardia, Liguria, Toscana, Sicilia, Piemonte), per cui di fatto buoni statali e regionali risultano cumulabili.

#### Rimborso sostegno disabili
Le scuole paritarie ricevono inoltre un sostegno per l'accoglimento dei disabili, non previsto per le scuole statali, nonché il rimborso delle spese relative all'insegnamento di sostegno.

### Insegnanti di religione
La Legge 186/2003, varata dal governo Berlusconi con l'appoggio di La Margherita e Udeur, definisce lo stato giuridico degli insegnanti di religione cattolica di ogni ordine e grado.
L'idoneità all'insegnamento della religione cattolica è data dall'Ordinario Diocesano (art.3, comma 4), un funzionario territoriale della Chiesa Cattolica. In precedenza, considerata la sola normativa che prevede che lo Stato organizzi obbligatoriamente l'ora di religione ma che gli studenti vi possano aderire facoltativamente, lo Stato assumeva gli insegnanti di religione solo con contratti annuali; invece, a seguito della promulgazione della Legge 186, gli insegnanti di religione cattolica vengono assunti dallo Stato a tempo indeterminato (art.3, comma 8), con stato giuridico e trattamento economico equivalenti a tutti gli altri insegnanti. In precedenza il trattamento economico era solo equiparato a quello degli insegnanti di ruolo, ma mancavano tutti gli altri diritti spettanti ai lavoratori dipendenti pubblici.
Inoltre, per tutti i 15.000 insegnanti di religione cattolica diventati dipendenti pubblici a partire dal 2003, l'eventuale revoca dell'abilitazione da parte dell'Ordinario Diocesano comporta per lo Stato l'obbligo di provvedere al loro impiego alternativo, come accade per tutti gli altri dipendenti pubblici non ritenuti idonei allo svolgimento delle loro funzioni.

### Università cattoliche
La legge 293/2003 conferisce riconoscimento legislativo all'Istituto di studi politici San Pio V finanziandolo per 1,5 milioni di euro annui. L'istituto, con sede in Roma, è promotore della creazione della Libera università degli studi San Pio V, sempre in Roma.
Diverse leggi finanziare hanno stanziato cifre significative per le università di proprietà e indirizzo cattolico:
- Legge 350/2003[34]: finanziamento di 20 milioni di euro per il 2004 e 30 milioni per il 2005 da destinare all'Università Campus Bio-Medico, istituita e promossa dall'Opus Dei, per la parziale realizzazione di un policlinico universitario, per il potenziamento della ricerca biomedica in Italia (art.4, comma 167).
- Legge 311/2004[35]: finanziamento di 15 milioni di euro per la Fondazione Centro San Raffaele del Monte Tabor, fondata da don Luigi Verzè, che svolge attività cliniche, di ricerca e didattiche, oltre a custodire quote di attività commerciali varie (alberghi, ristorazione, trasporti, agroalimentare)[36] (art.1, comma 187)

Nel 2004 il governo, tramite il Comitato nazionale per la valutazione del sistema universitario, istituisce diverse ulteriori università non statali, legalmente riconosciute, tra cui l'Università Europea di Roma, fondata dall'istituto religioso dei Legionari di Cristo.
Nel 2017 le assegnazioni totali da parte del Miur previste dalla legge n. 243/1991 sono ammontate a 68.605.000 euro, di cui 41.827.905 agli otto atenei cattolici.

## Assistenza religiosa negli ospedali pubblici

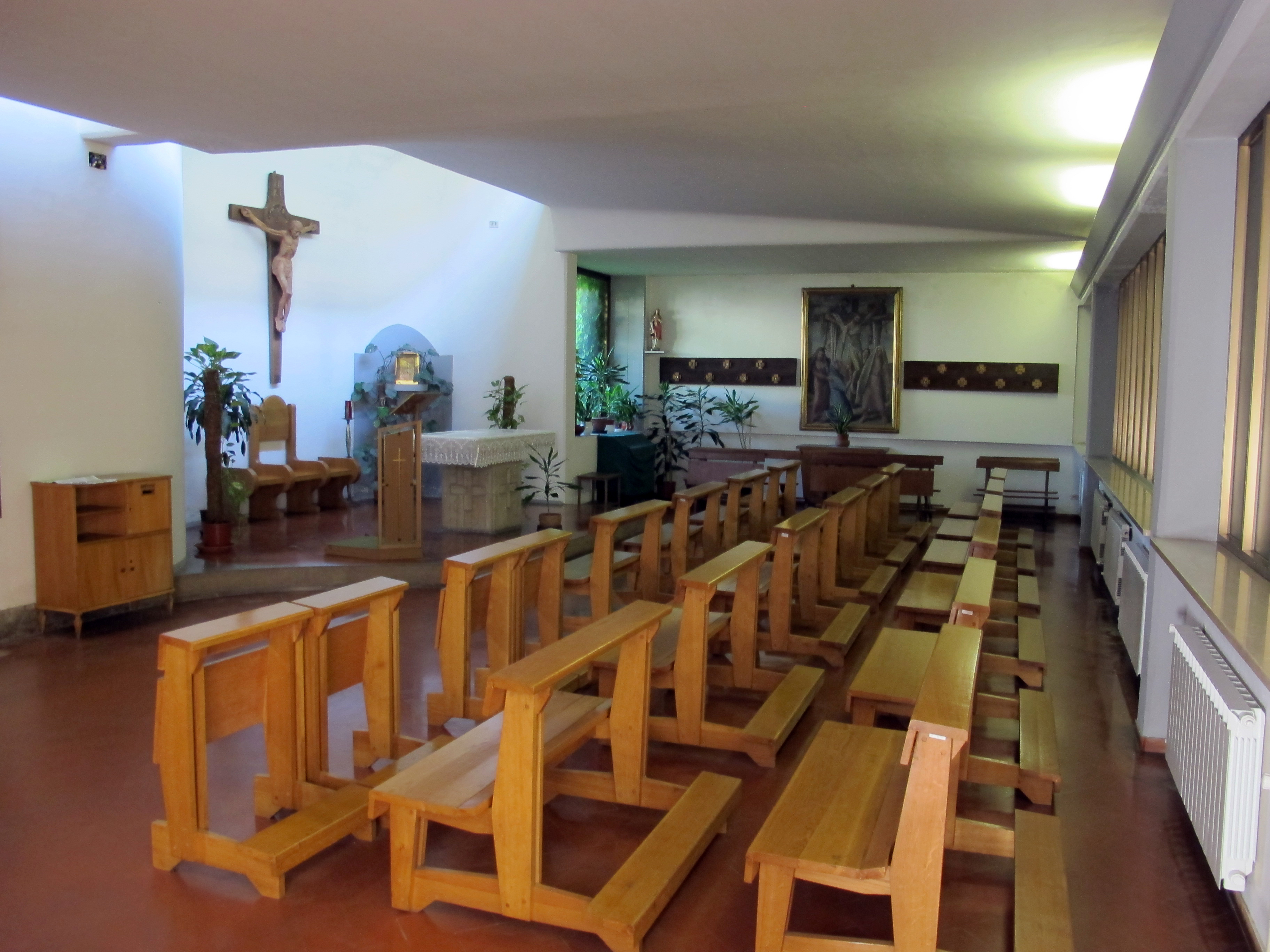
Cappella religiosa dell'ospedale Pietro Palagi di Firenze

L’accordo di Villa Madama, stabilisce all'art. 11 che la “… Repubblica italiana assicura che … la degenza in ospedali, case di cura o di assistenza pubbliche… non possono dar luogo ad alcun impedimento nell'esercizio della libertà religiosa o nell'adempimento delle pratiche di culto dei cattolici” e che la “… assistenza spirituale ai medesimi è assicurata da ecclesiastici nominati dalle autorità italiane competenti su designazione dell’autorità ecclesiastica e secondo lo stato giuridico, l’organico e le modalità stabiliti d’intesa fra tali autorità”.
L'assistenza religiosa è prevista anche a livello sanitario nazionale dall'art. 38 della legge n. 833/1978, riguardante l'Istituzione del servizio sanitario nazionale, secondo cui "... è assicurata l'assistenza religiosa nel rispetto della volontà e della libertà di coscienza del cittadino. A tale fine l'unità sanitaria locale provvede per l'ordinamento del servizio di assistenza religiosa ...".
Dal 2000 al 2005 numerose regioni italiane, governate da vari schieramenti politici, firmano con i presidenti delle Conferenze Episcopali regionali schemi di intesa per l'assistenza religiosa negli ospedali pubblici. In particolare, quello tra la Regione Lombardia, firmato da Roberto Formigoni, Presidente della Regione, e il Cardinal Dionigi Tettamanzi, del 21 marzo 2005 prevede che in tutte le strutture sanitarie pubbliche e non statali sia previsto almeno un assistente religioso, due in strutture con più di 300 posti letto, uno ogni 350 in strutture con più di 700 posti letto (art.6). Gli assistenti religiosi devono essere assunti dalla struttura ospedaliera ospitante a cui carico è anche la messa a disposizione di: spazi per le funzioni di culto e per l'attività religiosa (chiesa o cappella e sagrestia), un alloggio arredato e in loco per gli assistenti religiosi, uffici, arredi, suppellettili, attrezzature, nonché tutte le spese necessarie al loro mantenimento, illuminazione e riscaldamento (artt. 1, 2, 4, 10). Gli assistenti sanitari sono assunti a tempo indeterminato con inquadramento previsto dal Contratto Collettivo Nazionale di Lavoro del comparto sanità in fascia D, tipica degli infermieri, ovvero con stipendio netto di circa 1900 € lordi mensili.

## Radio e televisione
Con la Legge finanziaria del 2005 viene stanziato 1 milione di euro per il potenziamento e l'aggiornamento tecnologico nel settore della radiofonia. I soggetti che possono usufruire del contributo sono quelli indicati al comma 190 della Finanziaria del 2004, cioè: le "emittenti radiofoniche nazionali a carattere comunitario". Le uniche due emittenti che rispondono al requisito sono Radio Padania Libera, la radio della Lega Nord, e Radio Maria, radio cattolica.

## Otto per mille
La regolamentazione fiscale italiana prevede la possibilità per i cittadini di finanziare, con lo 0,8% dell'imposta sui redditi delle persone fisiche totale raccolta dallo Stato, le confessioni religiose riconosciute dallo Stato, che con questo hanno stipulato un'intesa (forme di finanziamento minori sono riservate ai soggetti non religiosi, come il cinque per mille e il due per mille). In alternativa, la preferenza di assegnazione dell'otto per mille può essere diretta allo Stato stesso o non espressa. La ripartizione della quota dell'otto per mille non direttamente assegnata (per mancata indicazione di preferenza da parte dei contribuenti) avviene proporzionalmente all'ammontare di quanto assegnato invece con esplicita espressione della preferenza.
Inoltre, a partire dal 2005 con il governo Berlusconi (DPC pubblicato sulla Gazzetta Ufficiale del 26/1/2005), sono stati stanziati una parte cospicua dei fondi che i cittadini hanno assegnato allo Stato a favore del finanziamento di opere di restauro di beni ed edifici religiosi di valore storico ed artistico, spesso di proprietà della Chiesa Cattolica (nel 2005 per un totale di circa 10 milioni di euro, il 10% dei 100 milioni complessivi di quota assegnata allo Stato).
Alcune voci di spesa del 2005:
- Pontificia Università Gregoriana (Roma), 370.000 euro
- Curia Generalizia Casa di Santa Brigida (Roma), 400.000 euro (utilizzati per la manutenzione ordinaria e straordinaria dell'eremo del SS. Salvatore di Napoli, acquistato con i fondi statali per il Giubileo del 2000)
- Seminario vescovile di Fiesole, 200.000 euro
- Venerabile Confraternita Santa Maria della Purità (Gallipoli, Lecce), 300.000 euro
- Opera preservazione della fede (Ventimiglia, Imperia), 420.000 euro
- Opera Pia Casa Regina Coeli (Napoli) 40.000 euro
- Associazione Volontari per il Servizio Internazionale (organizzazione non governativa aderente alla Compagnia delle Opere, Forlì, 203.000 euro per un progetto alimentare nella Repubblica Democratica del Congo)

Simili voci di spesa sono state confermate anche negli anni successivi.

## Agevolazioni fiscali

### La normativa ICI del 1992
Il decreto legislativo 30 dicembre 1992, n. 504, varato ai tempi del Governo Amato I, è stato la normativa di riferimento per l'ICI (Imposta Comunale sugli Immobili), successivamente sostituita dall'IMU (Imposta Municipale Unica) nel 2012. Esso prevede la tassazione della proprietà degli immobili, da cui sono esenti le organizzazioni non a scopo di lucro e le confessioni religiose con cui lo Stato ha stretto un'intesa, quando l'immobile ha una destinazione d'uso di utilità sociale o quando essa è legata alla religione.
Il decreto, all'art. 7, elenca le esenzioni dall'imposta. In particolare, la lettera i) stabilisce che: 
(Decreto legislativo 30 dicembre 1992, num. 504)
Il testo quindi rimanda, in parte, ad altri due testi legislativi che danno la definizione dei soggetti all'imposta e delle destinazioni d'uso delle proprietà immobiliari:
- i soggetti: non sono soggetti all'imposta tutti i soggetti esclusi dai "soggetti all'imposta" indicati dall'art. 73 del TUIR[55], vale a dire tutti i soggetti che non siano "società" e che non siano «enti pubblici e privati diversi dalle società, nonché i trust, residenti nel territorio dello Stato, che hanno per oggetto esclusivo o principale l'esercizio di attività commerciali»[56]. Ciò corrisponde alla definizione di ente cosiddetto no-profit.[57][58]
- le destinazioni d'uso: le destinazioni che devono esser date agli immobili affinché siano esenti sono definite dall'art. 16 della legge 222/1985[59], in cui si distinguono gli usi per attività religiose, del gruppo "a) attività di religione o di culto quelle dirette all'esercizio del culto e alla cura delle anime, alla formazione del clero e dei religiosi, a scopi missionari, alla catechesi, all'educazione cristiana», per cui vale l'esenzione, diverse da quelle non religiose, del gruppo «b) attività diverse da quelle di religione o di culto quelle di assistenza e beneficenza, istruzione, educazione e cultura e, in ogni caso, le attività commerciali o a scopo di lucro.», per cui non vale l'esenzione per motivi di "attività religiosa".[60]

Quindi erano esentati dall'ICI gli immobili che appartenevano ad enti no-profit, come ad esempio associazioni, sindacati, fondazioni e confessioni religiose, a patto che gli immobili stessi siano destinati esclusivamente ed effettivamente allo svolgimento di attività assistenziali, previdenziali, sanitarie, di ricerca scientifica, didattiche, ricettive, culturali, ricreative e sportive e di culto. L'elenco non comprende dunque le attività a fini di lucro.

### Le sentenze di Cassazione del 2004-2005
Nel 2004 e 2005 la Cassazione confermò, con alcune sentenze (sentenze Cassazione Civile n. 4645 del 08/03/2004, n. 10092 del 13/05/2005, n. 10646 del 20/05/2005), che per quello che riguarda il diritto all'esenzione ICI «tanto gli enti ecclesiastici che quelli con fini di istruzione o di beneficenza sono esentati dall'imposta, limitatamente agli immobili direttamente utilizzati per lo svolgimento delle loro attività istituzionali [...] non lo sono, invece, per gli immobili destinati ad altro», specificando che «un ente ecclesiastico può svolgere liberamente - nel rispetto delle leggi dello Stato - anche un'attività di carattere commerciale, ma non per questo si modifica la natura dell'attività stessa, e, soprattutto, le norme applicabili al suo svolgimento rimangono - anche agli effetti tributari - quelle previste per le attività commerciali».

### Le modifiche all'ICI del 2005-2006
La norma del 1992, a seguito delle due pronunce della Cassazione, venne poi modificata con il DL 163/2005 del 17 agosto 2005, predisposto dal Governo Berlusconi III, con cui si includeva anche il gruppo b) della art. 16 della legge 222/1985 (attività non religiose svolte da enti religiosi) tra le destinazioni d'uso soggette ad esenzione ICI: «L’esenzione prevista dall’articolo 7, comma 1, lettera i), del decreto legislativo 30 dicembre 1992, n. 504 [...] si intende applicabile anche nei casi di immobili utilizzati per le attività di assistenza e beneficenza, istruzione, educazione e cultura pur svolte in forma commerciale se connesse a finalità di religione o di culto».
Il DL 163/2005 non fu convertito in legge e pertanto la sua norma non entrò mai in vigore.
Un successivo decreto-legge del medesimo governo, il n. 203 del 30 settembre 2005 ("Misure di contrasto all'evasione fiscale e disposizioni urgenti in materia tributaria e finanziaria"), ha disposto che l'esenzione disposta dalla legge del 1992 «si intende applicabile alle attività [...] a prescindere dalla natura eventualmente commerciale delle stesse» (art.7, comma 2-bis, agg.2, successivamente abrogato dal D.L. 24 gennaio 2012, n. 1, convertito con modificazioni dalla legge 24 marzo 2012, N. 27).
Nel 2006, con il Governo Prodi II, viene modificata nuovamente la legislazione, riformando il DL 203/2005, come promesso da alcune delle forze politiche che lo sostengono durante la precedente campagna elettorale, le quali chiedevano la rimozione dell'esenzione dagli edifici sede di attività principalmente commerciali.
La legge 4 agosto 2006 n. 248 (di conversione del DL 223/2006) dispone che: «L'esenzione si intende applicabile alle attività indicate che non abbiano esclusivamente natura commerciale». Questa formulazione fu frutto di un emendamento votato da esponenti di entrambi gli schieramenti, permette di mantenere l'esenzione per le sedi di attività che abbiano fini "non esclusivamente commerciali". Con la modifica della legislazione la commissione per la concorrenza dell'Unione europea interrompe le indagini che stava compiendo sull'esenzione, per riaprirle però l'anno seguente.

#### La normativa IMU del 2011
Nel 2011 la normativa IMU (Imposta Municipale Unica), fondata sul DL14 marzo 2011 n. 23, ha sostituito quella ICI. Il decreto, nell'art.9, comma 8 confermava le esenzioni previste dalla normativa ICI nell'articolo 7, comma 1, lettera i) del DL n. 504 del 1992.
Nel 2012 l’articolo 91-bis del DL 24 gennaio 2012, n.1 ha:
- abrogato il comma 2-bis dell’articolo 7 del DL 30 settembre 2005 n. 203[66] (che permetteva l'esenzione a prescindere dalla natura eventualmente commerciale) (comma 4)
- modificato l’articolo 7, comma 1, lettera i) del DL n. 504 del 1992, stabilendo che l’esenzione IMU vale per “gli immobili utilizzati dai soggetti di cui all’articolo 87, comma 1, lettera c), del testo unico delle imposte sui redditi, approvato con decreto del Presidente della Repubblica 22 dicembre 1986, n. 917[55] e successive modificazioni, destinati esclusivamente allo svolgimento con modalità non commerciali di attività assistenziali, previdenziali, sanitarie, didattiche, ricettive, culturali, ricreative e sportive, nonché delle attività di cui all’ articolo 16, lettera a), della legge 20 maggio 1985, n. 222[59]” (comma 1)
- introdotto il concetto di l'utilizzazione mista, che permette di applicare l'esenzione "solo alla frazione di unitaà nella quale si svolge l'attività di natura non commerciale", identificata da una specifica unità immobiliare registrata a catasto con destinazione non commerciale oppure "in proporzione all'utilizzazione non commerciale dell'immobile quale risulta da apposita dichiarazione" (commi 2 e 3).

limitando nuovamente alle sole destinazioni d'uso religiose del gruppo a) ed esplicitando la destinazione per attività non commerciali.

### Oratori
A partire dal 2003 la cosiddetta "legge sugli oratori" (legge 206/2003) concede 2,5 milioni di euro annuali alle attività di oratorio e similari della Chiesa cattolica e delle altre religioni che hanno stipulato un'intesa con lo Stato (art.2), nonché permette il comodato gratuito di beni e immobili pubblici (art. 3).
La legge in questione segue diverse leggi regionali già presenti in alcune regioni (Lazio, Lombardia, Abruzzo, Piemonte e Calabria) che finanziavano le attività di oratorio e similari.
La legge venne presentata alla Camera dei deputati nel 2001 da Luca Volontè, Rocco Buttiglione ed altri parlamentari dell'Udc, passò alla Camera il 19 giugno 2003 e, con l'intervento del Presidente del Senato Marcello Pera, che ne consentì l'esame in Commissione Affari Costituzionali del Senato in sede deliberante, ovvero senza passaggio in aula, venne approvata nell'agosto dello stesso anno.
La legge venne definita da uno dei promotori, il senatore Maurizio Eufemi, come "punto qualificante del programma dell'Udc", ricevendo un consenso da parte di tutte le forze politiche parlamentari, ad esclusione di Comunisti italiani e Rifondazione Comunista.
Alcune leggi regionali, come quelle della Regione Piemonte, legge regionale n. 26 dell'11/10/2002 (destinato inizialmente 1 milione, poi incrementato a 4 milioni di euro nel 2010), oppure Regione Campania, n. 36 del 21 dicembre 2012 (destinati 2 milioni di euro) e n.740 del 20 dicembre 2016 (destinati 6 milioni di euro), oppure ancora della Regione Lombardia (destinati 700 mila euro) definiscono specifici stanziamenti per le attività oratoriali e simili.

## Finanziamenti alle infrastrutture dello Stato Vaticano

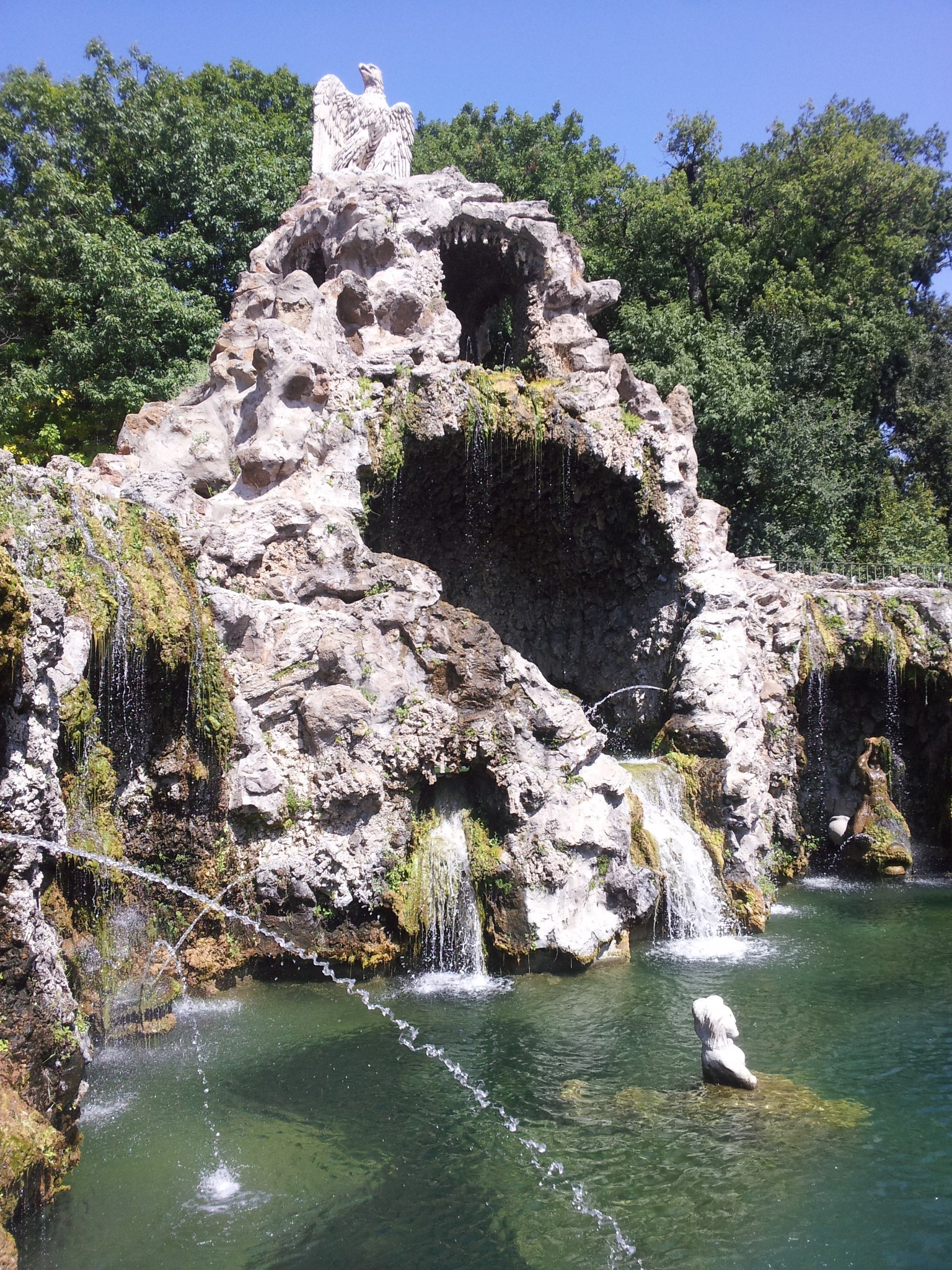
Fontana dell'Aquilone, Città del Vaticano

L'art. 6 del Trattato dei Patti lateranensi rende la fornitura idrica al Vaticano completamente gratuita, a spese dello Stato italiano.
Inoltre è presente un'agevolazione fiscale sulla fornitura di gas naturale al territorio del Vaticano e agli immobili concordati che li esenta da imposte di consumo (tra cui accise e addizionali regionali) in quanto nella convenzione doganale italo-vaticana del 30 giugno 1930 tali forniture sono considerate come cessioni all’esportazione.
Le spese e i mancati introiti dello Stato italiano di questo capitolo sono stati stimati pari a circa 5 milioni di euro annui.

## Altri fondi
Nel febbraio del 2004, il Presidente della regione Veneto, Giancarlo Galan (Forza Italia), storna 50 milioni di euro dal fondo speciale per il disinquinamento delle acque di Venezia versandoli nelle casse della curia patriarcale e comunità ebraica (fondi per il Palazzo Patriarcale, per la Basilica della Salute, per il Seminario Patriarcale alla Salute e altri immobili della comunità ebraica). La proposta era già stata avanzata dal segretario regionale all'ambiente Galan ed approvata all'unanimità nella riunione a Palazzo Chigi del Comitato per la gestione dei fondi per la salvaguardia di Venezia e della laguna, presieduto dal Presidente del Consiglio Silvio Berlusconi.

## Critiche sulla laicità dei finanziamenti
I diversi finanziamenti hanno ripetutamente prodotto polemiche per la possibile incoerenza con il principio di laicità previsto dalla Costituzione della Repubblica Italiana, soprattutto per quanto riguarda i finanziamenti non previsti dai Patti Lateranensi. Le critiche sono state mosse da diversi partiti politici, da associazioni, giornali e giornalisti come Curzio Maltese, nonché personaggi del mondo della cultura come Piergiorgio Odifreddi.
Tali finanziamenti sono stati anche accusati di discriminazione da parte della Consulta Torinese per la Laicità delle Istituzioni, come i finanziamenti agli oratori, definiti "un atto grave dal punto di vista dei principi, in quanto assegnano finanziamenti specifici ad enti esclusivamente religiosi, penalizzando in modo ingiustificato analoghi enti di tipo non confessionale".

### Riferimenti normativi
- Legge 24 giugno 1929, n. 810, in materia di "Esecuzione del Trattato, dei quattro allegati annessi e del Concordato, sottoscritti in Roma, fra la Santa Sede e l'Italia, l'11 febbraio 1929 - VII. (029U0810) (GU n.130 del 5-6-1929)"
- Regio decreto 28 febbraio 1930, n. 289, in materia di "Norme per l'attuazione della legge 24 giugno 1929, n. 1159, sui culti ammessi nello Stato e per il coordinamento di essa con le altre leggi dello Stato"
- Legge n. 833/197, "Istituzione del servizio sanitario nazionale", 23 dicembre 1978
- Accordo tra la Santa Sede e la Repubblica Italiana che apporta modificazione al Concordato Lateranense, 18 febbraio 1984
- Legge 186/2003, "Norme sullo stato giuridico degli insegnanti di religione cattolica degli istituti e delle scuole di ogni ordine e grado", 18 luglio 2003